# بنکرافت (مینیاپولیس)
بنکرافت (به انگلیسی: Bancroft) یک منطقهٔ مسکونی در ایالات متحده آمریکا است که در مینیاپولیس واقع شده‌است. بنکرافت ۳٬۳۷۱ نفر جمعیت دارد.